# Cornelis Johannes van Houten
Cornelis Johannes van Houten (La Haya, 1920-24 de agosto de 2002) fue un astrónomo neerlandés, a veces denominado Kees van Houten.
Pasó toda su carrera en la Universidad de Leiden, excepto por un breve período (1954-1956) como asistente de investigación en el Observatorio Yerkes. Recibió su licenciatura en 1940, pero la Segunda Guerra Mundial interrumpió sus estudios y recién en 1952 pudo obtener su doctorado.
Se casó con su compañera de trabajo, la astrónoma Ingrid Groeneveld (que se convirtió Ingrid van Houten-Groeneveld), y juntos se interesaron por los asteroides. Tuvieron un hijo, Karel.
Con Ingrid formaron un grupo de trabajo con Tom Gehrels, con quienes descubrieron miles de asteroides.
Tom Gehrels hizo un estudio del cielo con el telescopio Schmidt de 48 pulgadas en el Observatorio Palomar.
De las propiedades estadísticas descubiertas, se puso de manifiesto que los asteroides se dividen en ciertas "familias".
También estudió las velocidades radiales de estrellas binarias cercanas. Nunca se retiró, sino que se mantuvo activo publicando artículos hasta su muerte, sobre los asteroides y los sistemas binarios eclipsantes.